# Amphicercidus tuberculatus
Amphicercidus tuberculatus är en insektsart. Amphicercidus tuberculatus ingår i släktet Amphicercidus och familjen långrörsbladlöss. Inga underarter finns listade i Catalogue of Life.